# Umetni otoki v Beneški laguni
Casse di colmata [kàse di kolmàta] (kar pomeni dobesedno zaboji za polnitev), so trije umetni otoki v Beneški laguni v Jadranskem morju, jugozahodno od Benetk. Upravno spadajo pod italijansko deželo Benečija (pokrajina Benetke).
Otoki so nastali z odlaganjem materiala, ki je bil izkopan pri širjenju plovnega kanala do pristanišča Marghera, ki je kopni del Benetk. Ta kanal se imenuje Canale dei Petroli, ker povezuje čistilnice nafte v Margheri naravnost z lagunskimi vrati Malamocco in s tem dovoljuje tankerjem, da se izognejo Benetkam. Prvi odsek kanala je okoli dvesto metrov širok in do sedemnajst metrov globok. Prvotni načrt je predvideval, da bo izkopani material ustvaril novo (tretjo) industrijsko cono Benetk. Dela so se pričela leta 1961 in do leta 1966 so bili ustvarjeni štiri veliki otoki, imenovani enostavno A, B, C in D, na katere naj bi se naselili objekti industrijske cone. Toda izredna visoka voda in poplava iz novembra tega leta sta pokazali, da je bil načrt prenagljen. Razširjena odprtina ob Malamoccu je dovoljevala pritok prevelikim količinam vode, kolikor je laguna zaradi pomanjšane prostornine ni mogla več zadržati. Izkazalo se je, da je margerski kanal eden od glavnih vzrokov propadanja Benetk in vse lagune. Zato so bila dela najprej začasno ustavljena, nato dokončno zaključena leta 1973.
Danes so zapuščeni otoki porasli z raznimi rastlinami in so s časom postali eno od priljubljenih počivališč za ptice, domače in selivke. Glede na sestavo tal so na otokih razvidne tri vrste terena. V prvo skupino spadajo ozemlja, ki niso bila umetno utrjena in so zato v veliki meri ohranila originalne lastnosti. Poraščena so s tipičnim obalnim rastlinjem in trsjem; ustvarjajo se številna majhna sladkovodna jezerca, ob katerih najde zavetje mnogo vrst vodnih ptic. Drugo skupino zemljišč sestavljajo tisti predeli, ki so bili že utrjeni in so nekoliko odmaknjeni od obale. Na teh rastejo že pravi gozdiči topolov, vrb in brez. Tretja vrsta terena je najobsežnejša in je prekrita z nezahtevnim rastlinjem (mezofiti), ki počasi prerašča v listavce. V teh predelih gnezdi mnogo vrst ptic, nekatere kače in nutrija.
Otok A je najbližji kopnemu in meri 155 ha. Otok B leži na sredi lagune in je najgosteje poraščen z drevesi; meri 385 ha. Otoka C in D sta se združila in skupno merita 752 ha. Zaradi obsežne površine in tudi zaradi raznih sladkovodnih jezerc se je tu ustvarilo več različnih biotopov.